# 飛ばまし、今
『飛ばまし、今』（とばまし、いま）は、NHK福岡放送局が制作した『福岡発地域ドラマ』シリーズの作品のひとつである。

## 概要
2006年12月22日に総合テレビ『九州沖縄スペシャル』で放送され、2007年3月31日に全国で放送された。脚本は金子成人が務めた。
福岡県柳川市を舞台に、4人の青年の姿を描いたドラマである。タイトルは柳川出身の北原白秋の詩の一節である。

## あらすじ
徹は、地元柳川で観光川下りの船頭をしている。まだ一人前になれていないが、ふるさとに強い愛着がある。兄の実は養殖海苔漁家の後継ぎであるが、事業の進め方をめぐって父の敏明と鋭く対立している。
そんな中、徹の幼馴染で、東京でカメラマンをしている南海子が、突然柳川に帰ってきた。これがきっかけで、若者たちは自分の生き方を見つめ直すことに…

## キャスト
- 船津徹：中村俊介
- 富重南海子（とみしげ・なみこ）：板谷由夏[1]
- 船津実：入江雅人
- 江頭健太：米光雄作
- 大川由紀：瑞木りか
- 船津敏明：橋口泰介
- 船津雅子：来花